# Robert Van Kerckhoven
Robert Van Kerckhoven (Molenbeek-Saint-Jean, 1º ottobre 1924 – 18 giugno 2017) è stato un calciatore belga, di ruolo centrocampista.